# Descurainia brevisiliqua
Descurainia brevisiliqua är en korsblommig växtart som först beskrevs av LeRoy Ellsworth Detling, och fick sitt nu gällande namn av Al-shehbaz och Barbara E. Goodson. Descurainia brevisiliqua ingår i släktet stillfrön, och familjen korsblommiga växter. Inga underarter finns listade i Catalogue of Life.